# Elbert Roest
Elbert Jan Roest (Hoogezand, 13 oktober 1954) is een Nederlands historicus, D66-politicus en bestuurder.

## Opleiding en werk
Roest behaalde aan het Dr. Aletta Jacobs College in Hoogezand zijn diploma Atheneum en studeerde daarna geschiedenis aan de Rijksuniversiteit Groningen. Na zijn studie leidde hij eerst een huiswerkinstituut en was van 1983 tot 1990 leraar geschiedenis aan het Menso Alting College te Hoogeveen. In Hoogeveen werd hij tevens politiek actief als bestuurslid en steunfractielid van de D66-gemeenteraadsfractie. Ook was hij bestuursvoorzitter van De Box, het cultureel jongerencentrum met theater- en concertzaal. Hierna was hij tussen 1990 en 1998 verbonden aan het CITO te Arnhem als wetenschappelijk medewerker waar hij verantwoordelijk was voor de totstandkoming van de examens voor geschiedenis en staatsinrichting voor havo en vwo. Hij publiceerde tevens op het terrein van de leerplan en methodeontwikkeling.

## Politiek
In 1992 werd hij verkozen tot raadslid namens D66 in de gemeente Doesburg en vervolgens  benoemd tot wethouder aldaar, een functie die hij tot 2002 bekleedde. Zijn portefeuille omvatte ruimte, milieu, verkeer en vervoer en in de tweede periode ook onderwijs sport en regiozaken en later financiën. Ambtshalve was hij tevens lid van het College van Bestuur van de stadsregio KAN, het Stedelijk Knooppunt Arnhem-Nijmegen, waar hij de portefeuilles financiën, grondzaken en volkshuisvesting beheerde. In 1998 behield Roest tegen de landelijke trend in zijn wethouderschap omdat D66 daar zelfs meer stemmen behaalde dan de vorige periode.
Op 16 februari 2002 werd Roest benoemd tot burgemeester van de gemeente Laren in Noord-Holland. Als nevenfunctie was hij tevens voorzitter van de Raad van Commissarissen bij de woningbouwcorporatie De Goede Stede te Almere, commissaris bij de Tomingroep en commissaris van de Singer Memorial Foundation. Binnen D66 is hij voorzitter van de Bestuurdersvereniging van D66. Als burgemeester van Laren was hij tevens lid van het dagelijks bestuur van het Goois Natuurreservaat.
Begin september 2017 werd Roest de burgemeester van Bloemendaal. Op de nieuwjaarstoespraak van de gemeente Bloemendaal op 7 januari 2023 heeft Roest aangegeven dat hij per september 2023, als zijn huidige ambtstermijn afloopt, geen nieuwe termijn ambieert wegens het bereiken van de 70-jarige leeftijd in 2024. Omdat er op korte termijn geen benoeming van een kroonbenoemde burgemeester valt te verwachten voor Bloemendaal, is Ankie Broekers-Knol per 2 oktober 2023 benoemd tot waarnemend burgemeester als opvolger. Bij zijn afscheid op 28 september 2023 werd hij benoemd tot Ridder in de Orde van Oranje-Nassau.